# Donna Leon – Endstation Venedig
Endstation Venedig ist ein deutscher Fernsehfilm von Sigi Rothemund aus dem Jahr 2006, der auf dem gleichnamigen Roman von Donna Leon basiert. Es handelt sich um den 11. Filmbeitrag der Donna-Leon-Filmreihe.

## Handlung
In den Kanälen Venedigs schwimmt die Leiche eines erstochenen amerikanischen Soldaten, der im US-Stützpunkt in Vicenza stationiert und als Gesundheitsinspektor eingesetzt gewesen war. Commissario Brunetti begibt sich umgehend nach Vicenza und versucht herauszufinden, ob sein Tod etwas mit seiner Funktion zu tun haben kann. Er erhält die Erlaubnis, sich auch in der Wohnung des Toten umzusehen und findet dort, sehr auffällig präsentiert, ein Kilogramm Rauschgift. Da Brunetti darin ein Ablenkungsmanöver vermutet, schüttet er die Droge kurzerhand ins Waschbecken.
Während der einflussreiche Signore Viscardis sich im Spielcasino aufhält, wird in dessen Villa eingebrochen und es werden wertvolle Gemälde gestohlen. Aufgrund der politischen Stellung Signore Viscardis' beauftragt Vice-Questore Patta Brunetti, sich vorzugsweise um diesen Fall zu kümmern. Dem Commissario widerstrebt es, seinen aktuellen Mordfall zurückzustellen, doch hat er sich seinem Vorgesetzten zu fügen. Als Verdächtigter wird ihnen der einschlägig bekannte Straftäter Ruffolo offeriert, der allerdings untergetaucht ist.
Captain Peters vom US-Stützpunkt in Vicenza versucht Brunetti eine Information über Vorgänge zukommen zu lassen, an denen der ermordete Gesundheitsinspektor gerade gearbeitet hatte. Kurz darauf lauert der Mörder ihr ebenfalls auf und tötet sie mit einer Überdosis Rauschgift, um den Mord als Unfall zu tarnen. In den Unterlagen, die Captain Peters Brunetti vor ihrem Tod zugeschickt hat, geht es um unerklärliche Hautausschläge bei Kindern und Jugendlichen, die in letzter Zeit in Vicenza aufgetreten waren. Brunetti geht dem nach und kommt einem Giftmüllskandal auf die Spur. In der Nähe eines Sees wurden illegal Dutzende Giftfässer der US-Armee vergraben. Für den Commissario ergibt sich daraus das Tatmotiv.
Im Falle des Bilderdiebstahls findet sich ein Hinweis zum Schwarzmarkt. Dabei stellt sich heraus, dass es sich bei den gestohlenen Gemälden um Fälschungen handelt. Aufgeregt kontaktiert Ruffolo Commissario Brunetti, doch als er sich mit ihm treffen will, ist er ermordet worden. Beim Versuch, die Bilder Viscardis' in Ruffolos Wohnung zu stehlen, kann der Täter gestellt werden, kommt jedoch auf der Flucht ums Leben. Brunetti erhält von seinen Schwiegervater die Information, dass es für Viscardis um mehr geht als um ein paar gefälschte Bilder. Die illegale Giftmülldeponie entstand mit seiner Genehmigung, und sein Einfluss sei unermesslich. Brunetti solle sich nicht länger mit ihm befassen, weil dies fatale Folgen für alle haben könnte. Während Brunetti dennoch Viscardis aufsucht, um von ihm zu erfahren, warum er Ruffolo töten ließ, jedoch keine befriedigende Antwort darauf erhält, fällt ein Schuss und Viscardis sinkt tot zu Boden. Signora Ruffolo übergibt Brunetti ihr Gewehr und erklärt, ihr Sohn sei alles gewesen, was sie noch gehabt habe.

## Produktionsnotizen
Endstation Venedig wurde in Venedig gedreht und am 19. Oktober 2006 um 20:15 Uhr auf Das Erste erstausgestrahlt.
Der Film erschien erstmals am 6. November 2006 auf DVD, herausgegeben von Universum Film.

## Kritik
Tilmann P. Gangloff urteilte bei tittelbach.tv: „Ein Brunetti-Krimi, der einen Einschnitt darstellt innerhalb der ARD-Reihe: ‚Endstation Venedig‘ ist der erste Film, der unter Nico Hofmanns Aufsicht entstanden ist. Mit dem Prinzip ‚mehr Weiblichkeit‘ und weichere Züge bei der Inszenierung etablierte der Produzent sein ABC-Schema: A steht für wohldosierte Action, B für hohe Beziehungsanteile und C für Comedy. Etwas Krimi und Touristen-Sightseeing ist wie immer auch im Spiel...“
Für das Lexikon des internationalen Films war Donna Leon – Endstation Venedig ein „weiterer Venedig-(Fernseh-)Krimi nach einem Roman von Donna Leon, der den Schauplatz pittoresk in Szene setzt.“
Manuel Weis bei Quotenmeter.de bemerkte: Diese Episode „mit Commissario Brunetti enttäuscht auf ganzer Linie.“ „Spannung? Absolute Fehlanzeige. Der Film plätschert vor sich hin – es wird viel zu viel geredet. Wenn wenigstens die Dialoge spritzig und knackig wären, könnte man dies ja noch ertragen – aber selbst die Gespräche langweilen und sollte ein flotter Spruch dann doch mal ein Grinsen auf das Gesicht des Zuschauers zaubern, erhält diese Szene das Prädikat ‚Seltenheitswert‘.“ Lediglich die großartigen Landschaftsaufnahmen erfüllten „alle Kriterien“.
„Sehenswert ist nur die pittoreske Kulisse“, fanden die Filmredakteure der TV Spielfilm.